# Gordon's Gin
Gordon's Gin är ett ginmärke från Storbritannien, utvecklat i London av Alexander Gordon 1769.
Receptet för Gordon's Gin är känt endast av 12 personer i världen och har hemlighållits i över 200 år.
Gordon's Gin ägs idag av företaget Diageo. 